# Насибуллин, Ислам Насибуллович
Ислам Насибуллович Насибуллин (10.10.1918 — 30.12.1981) — командир орудия 1030-го стрелкового полка сержант, полный кавалер  ордена Славы.

## Биография
Родился 10 октября 1918 года в деревне Багишево Апастовского района Республики Татарстан,. Татарин. Окончил 7 классов. В 1932 году переехал в город Москву, работал разнорабочим на одном из заводов.
В ноябре 1938 года был призван в Красную Армию Кировским райвоенкоматом города Москвы. Был направлен в артиллерию. В личной карточке за первый год службы было записано больше десяти благодарностей. В 1939 году участвовал в освободительном походе в Западную Белоруссию, в войне с Финляндией 1939—1940 годов командовал артиллерийским орудием.
В боях Великой Отечественной войны с сентября 1941 года. Воевал в артиллерии, в частях гвардейских минометов. Был дважды ранен. После возвращения из госпиталя в сентябре 1943 года был зачислен в 1030-й стрелковый полк 260-й стрелковой дивизии командиром орудия. В составе этой части прошел до Победы. Воевал на Сталинградском, Брянском, Белорусском и 1-м Белорусском фронтах. В 1943 году вступил в ВКП/КПСС.
В феврале 1943 года получил первую боевую награду — медаль «За отвагу», за то, что в бою 28 января огнём прямой наводкой уничтожил два блиндажа, пулеметную точку и более 20 противников. В боях на Брянском фронте, куда была переброшена дивизия, заслужил ещё одну медаль — «За боевые заслуги».
21 ноября 1943 года в боях за деревню Золотой Рог сержант Насибуллин прямой наводкой уничтожил 3 пулемета, 2 блиндажа и до 40 противников. Прямым попаданием было повреждено самоходное орудие «Фердинанд» и подавлен огонь двух противотанковых орудий. Расчет за трое суток отразил 8 контратак со значительными потерями для противника.
Приказом по частям 260-й стрелковой дивизии от 25 ноября 1943 года сержант Насибуллин Ислам Насибуллович награждён орденом Славы 3-й степени.
17 марта 1944 года в бою за деревню Колодежно сержант Насибуллин, выкатив орудие на прямую наводку, уничтожил автомашину противника и до 20 противников. 4 апреля, при отражении контратаки поджег танк, ураганным огнём заставил пехоту отступить. Был представлен к награждению орденом Славы 2-й степени, награждён орденом Отечественной войны 1- степени.
6 — 8 июня 1944 года в ходе артиллерийской поддержки подразделений, переправляющихся через реку Турья, сержант Насибуллин уничтожил более 10 солдат противника, 3 огневые точки, обеспечил успешное продвижение подразделений.
Приказом по войскам 47-й армии от 27 августа 1944 года сержант Насибуллин Ислам Насибуллович награждён орденом Славы 2-й степени.
16 января 1945 года при форсировании реки Висла первым переправил своё орудие на левый берег. В бою за удержание и расширение плацдарма уничтожил несколько пулеметных точек и истребил свыше взвода противников. Награждён орденом Красной Звезды.
20-22 февраля 1945 года в боях по ликвидации окруженной группировки в районе города Шнайдемюль старшина Насибуллин со своими орудием находился в боевых порядках пехоты. Под огнём противника точным огнём уничтожил более 10 огневых точек и при отражении контратак истребил более 40 противников. 27 февраля был представлен к награждению орденом Славы 1-й степени
В боях за город Бранденбург заменил погибшего командира взвода и продолжал командовать подразделением до окончания выполнения боевой задачи. Огнём из своего орудия уничтожил 2 пулеметные точки и до 20 противников. Был награждён медалью «За отвагу».
Боевой путь артиллерист Насибуллин закончил в Берлине, в боях на подступах к столице уничтожил 2 танка.
Указом Президиума Верховного Совета СССР от 31 мая 1945 года за образцовое выполнение заданий командования в боях с захватчиками старшина Насибуллин Ислам Насибуллович награждён орденом Славы 1-й степени. Стал полным кавалером ордена Славы.
В октябре 1946 года был демобилизован.
Вернулся на родину. Трудился на разных постах — был председателем ДОСААФ в районе, инструктором райкома партии, секретарем парторганизации колхоза, председателем Черемшанского сельского Совета. Избирался депутатом сельского и районного Советов. Скончался 30 декабря 1981 года.
Лейтенант в отставке. Награждён орденами Отечественной войны 1-й степени, Красной Звезды, медалями, в том числе двумя «За отвагу» и медалью «За боевые заслуги».